# Фадеенки
 Фадеенки  — деревня в Жарковском муниципальном округе Тверской области.

## География
Находится в юго-западной части Тверской области на расстоянии приблизительно 27 км по прямой на запад по прямой от районного центра поселка Жарковский на правом берегу реки Межа.

## История
В 1859 году здесь (территория Поречского уезда Смоленской губернии было учтено 4 двора, в 1927 — 16. До 2022 года входила в состав ныне упразднённого Новосёлковского сельского поселения.

## Население
Численность населения: 33 человека (1859 год), 13 (русские 100 %) в 2002 году, 1 в 2010.